# 군중

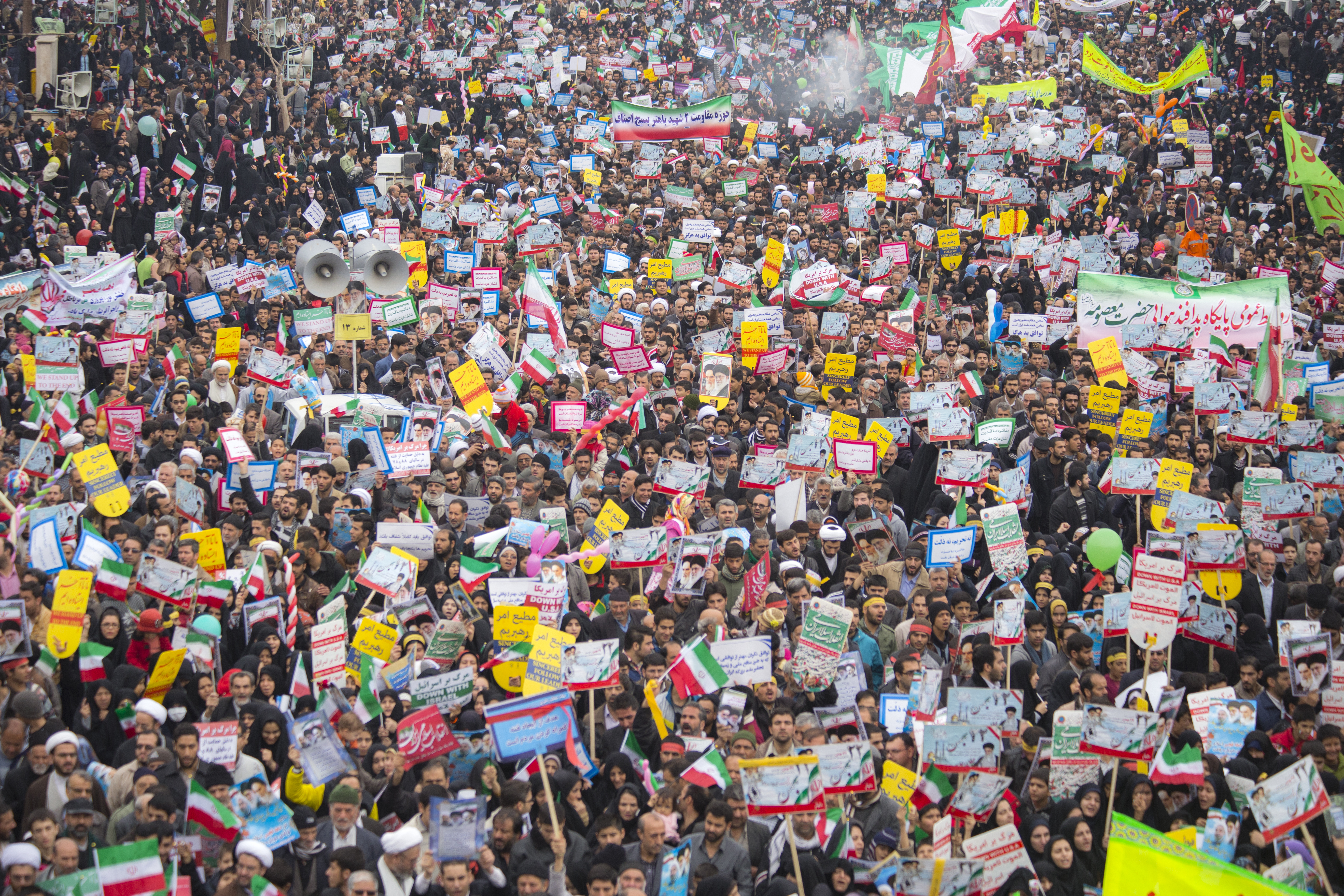

군중(群衆)은 일반적으로 정서적이고 비합리적인 동기에 의해서 움직이기 쉬운 사람들의 밀집을 말한다. 일면 합리적 인간관의 붕괴와 대중운동에 대한 멸시를 의미하는 말인데, 반면 군중은 사회변혁의 에너지의 하나이며 새로운 사회체제에 적합한 인격을 제공하는 바탕이기도 하다.

## 개요
공통된 관심과 집합(集合)에 의해서 생기는 특유한 심정을 가지면서도 고정된 목적조직을 의식하지 않고 있는 인간의 집단을 말한다.군중현상은 아마도 인류의 역사와 더불어 오래된 것임에는 틀림없겠지만, 그것은 특히 19세기 말의 격심한 변동기에 두드러진 사회불안을 배경으로 격화된 노동운동이나 사회운동이 고조되었던 것과 관련해서 주목되기 시작하였다. 이러한 격심한 운동 속에서(crowd)의 심리와 행동의 이상상태를 관찰하고 이름 없는 군중이 대두되는 것을 놀라움과 두려움을 가지고 주목한 사람이 르봉(G. LeBon, 1841-1931)이다. 그가 본 군중은 소위 혁명적인 군중이었으며, 난폭·잔인한 충동성, 지도자의 선동에 맹목적·무비판적·몰이성적(沒理性的)으로 반응하는 피암시성(皮暗示性), 일시의 흥분으로 폭발하는 감정격분성(感情激奮性), 용서없는 파괴를 저지르는 잔인성 등의 비합리적이고 폭력적인 반응을 나타내는 군중이었다. "군중은 추리(推理)하지 않는다"는 그의 군중관은 소수의 지적(知的) 엘리트에 대립하는 무자각하고 무분별한 인간집합이라 하여 군중을 멸시하는 귀족주의적인 입장을 반영하고 있다. 그러나 이 입장은 한편으로는 기존질서를 위협하고 사회를 혼란으로 빠뜨려 넣는 혁명적 군중에 대한 공포심과 결부되어 혁명을 군중의 신경질적인 산물이라 한 데서 비난을 받는 동시에 다른 한편으로는 혁명적 군중에의 공포와 더불어 민주주의 확충에 대한 공포 때문에 소수의 지적귀족(知的貴族)의 지도에 대해 열등한 군중지배의 산물인 민주주의 사회에의 불신과 현대문명에 대한 세기말적(世紀末的)인 불안과 위구심(危懼心)을 표명하는 것이었다.

## 같이 보기
- 군중통제
- 다중밀집사고
- 군중심리학
- 인민
- 평민
- 민중
- 대중